# Dammermaniella javanica
Dammermaniella javanica là một loài tò vò trong họ Ichneumonidae.